# Emergency Ward
Emergency Ward! från 1972 är ett musikalbum med Nina Simone. Skivan är Nina Simones kommentar till Vietnamkriget.

## Låtlista
1. My Sweet Lord / Today is a Killer (George Harrison /Nina Simone & David Nelson) – 18:37
2. Poppies (Jeremy Wind/Lennie Bleecher) – 4:13
3. Isn't It a Pity (George Harrison) – 11:16

## Inspelningsdata
2–17 februari 1971 i RCA Studios, New York (spår 3)
18 november 1971 i Fort Dix, New Jersey (spår 1)
19 februari 1972 i RCA Studios, New York (spår 2)

## Musiker
- Nina Simone – sång, piano
- Samuel Waymon – orgel, sång
- Lisa Stroud – sång
- Bethany Baptist Church Junior Choir of South Jamaica, New York – kör